# NS-Baureihe SNG
Die Sprinter Nieuwe Generatie (SNG) sind elektrische Triebwagen der Nederlandse Spoorwegen. Die Züge werden vom spanischen Unternehmen CAF seit 2017 hergestellt.

## Geschichte

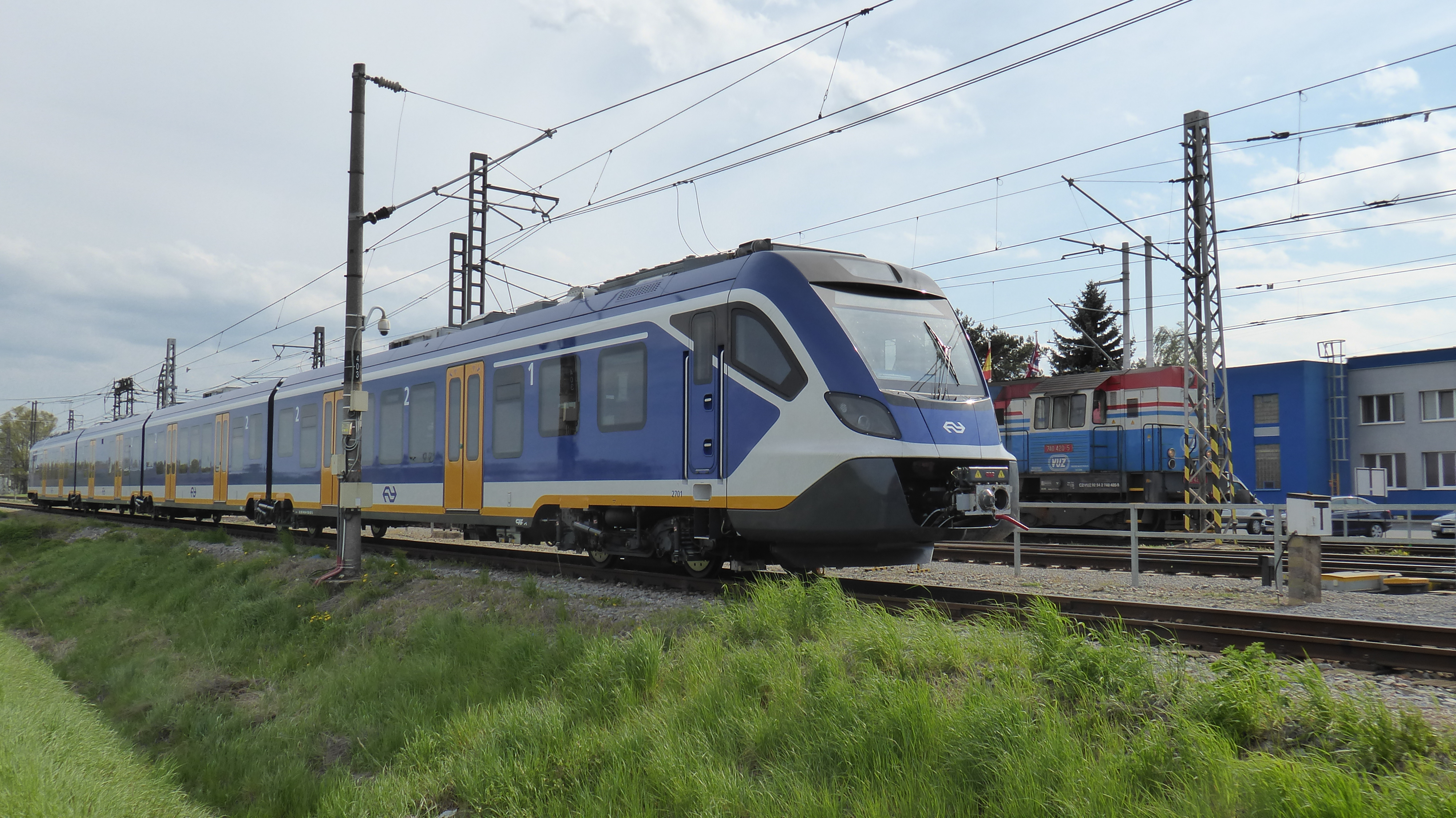
Ein Zug der Baureihe SNG auf dem Eisenbahnversuchsring Velim

Im Jahre 2014 gaben die Nederlandse Spoorwegen beim spanischen Hersteller CAF die Lieferung von 118 Zügen des Typs Civity in Auftrag. Die Bestellung umfasst eine Kapazität von 20.000 Sitzplätzen und soll für Sprinter-Züge im Regionalverkehr verwendet werden. Der erste Zug wurde auf dem Gelände von CAF in Beasain getestet. Im März 2017 fanden weitere Probefahrten auf dem Eisenbahnversuchsring Velim in Tschechien statt. Hierbei legte der Zug bereits 40.000 Kilometer zurück. Anschließend wurde seine Beständigkeit bei winterlichen Verhältnissen in einer Klimakammer in Wien geprüft. Am 14. September 2017 wurde der erste Zug in die Niederlande überführt und im Folgemonat in der Werkstatt der Nederlandse Spoorwegen in Amsterdam-West offiziell vorgestellt. Die übrigen Fahrzeuge wurden im Laufe des Jahres 2018 per Schiff ins Hafengebiet von Rotterdam verfrachtet und daraufhin von Lastkraftwagen zur Werkstatt Zaanstraat in Amsterdam-West transportiert. Im August desselben Jahres erhielten die Züge ihre Zulassung für den Einsatz im Personenverkehr. Somit konnten die Nederlandse Spoorwegen Testfahrten zwischen Haarlem und Alkmaar, Amersfoort und Apeldoorn sowie Arnhem und Zwolle durchführen. Am 12. November 2018 startete der Probebetrieb der Baureihe SNG im regulären Dienst auf der Strecke zwischen Den Haag Centraal und Haarlem. Mit Beginn des neuen Jahresfahrplans vom 9. Dezember 2018 begann der offizielle Einsatz der Sprinter Nieuwe Generatie. Noch im selben Monat machten die Nederlandse Spoorwegen die Bestellung von 88 weiteren Zügen bekannt. Diese sollen bis 2023 im Verkehr eingesetzt werden und sukzessiv die Baureihen SGM und DD-AR ersetzen.

## Einsatzgebiet
Die ersten Züge der neuen Generation werden seit Dezember 2018 zwischen den Bahnhöfen Den Haag Centraal und Haarlem eingesetzt. Bis voraussichtlich 2020 sollen sie ebenso in Teilen der in Randstad liegenden Provinzen sowie in Drenthe, Fryslân, Groningen und Overijssel in Gebrauch genommen werden. Seit dem 4. Februar 2019 verkehren weitere Züge auf der Linie Leiden Centraal–Hoorn Kersenboogerd und seit dem 1. April selben Jahres fahren die Züge ebenfalls zwischen Groningen und Zwolle, Groningen und Assen sowie Meppel und Leeuwarden. Des Weiteren erfolgt der Einsatz seit 2019 auf den Linien Zwolle–Utrecht Centraal, Zwolle–Amsterdam Centraal sowie Amsterdam Centraal–Den Haag Centraal. Zum Beginn des neuen Jahresfahrplans am 13. Dezember 2020 übernahm die Baureihe den Dienst auf der Sprinter-Verbindung Zutphen–Wijchen. Seit Februar 2021 werden die Züge zudem auf der Sprinter-Verbindung zwischen Apeldoorn und Enschede und seit April selben Jahres auf der Verbindung Hoofddorp–Amsterdam Centraal sowie Amsterdam Centraal–Amersfoort Vathorst eingesetzt. Ab September selben Jahres teilen sich die Fahrzeuge den Sprinter-Dienst zwischen Hoofddorp und Almere Oostvaarders mit den Zügen der Baureihe SLT. Zwischen Oktober und Dezember 2021 fuhren die Sprinter Nieuwe Generatie aufgrund eines Mangels an Triebzügen der Baureihe ICMm im Intercity-Dienst zwischen Zwolle und Roosendaal. Mit dem Inkrafttreten des Jahresfahrplans 2022 befahren die Züge außerdem die Sprinter-Linien Den Haag Centraal–Dordrecht, Dordrecht–Roosendaal, Roosendaal–Vlissingen, Breukelen–Rhenen, Uitgeest–Veenendaal Centrum und Ede-Wageningen–Arnhem Centraal.

## Bilder

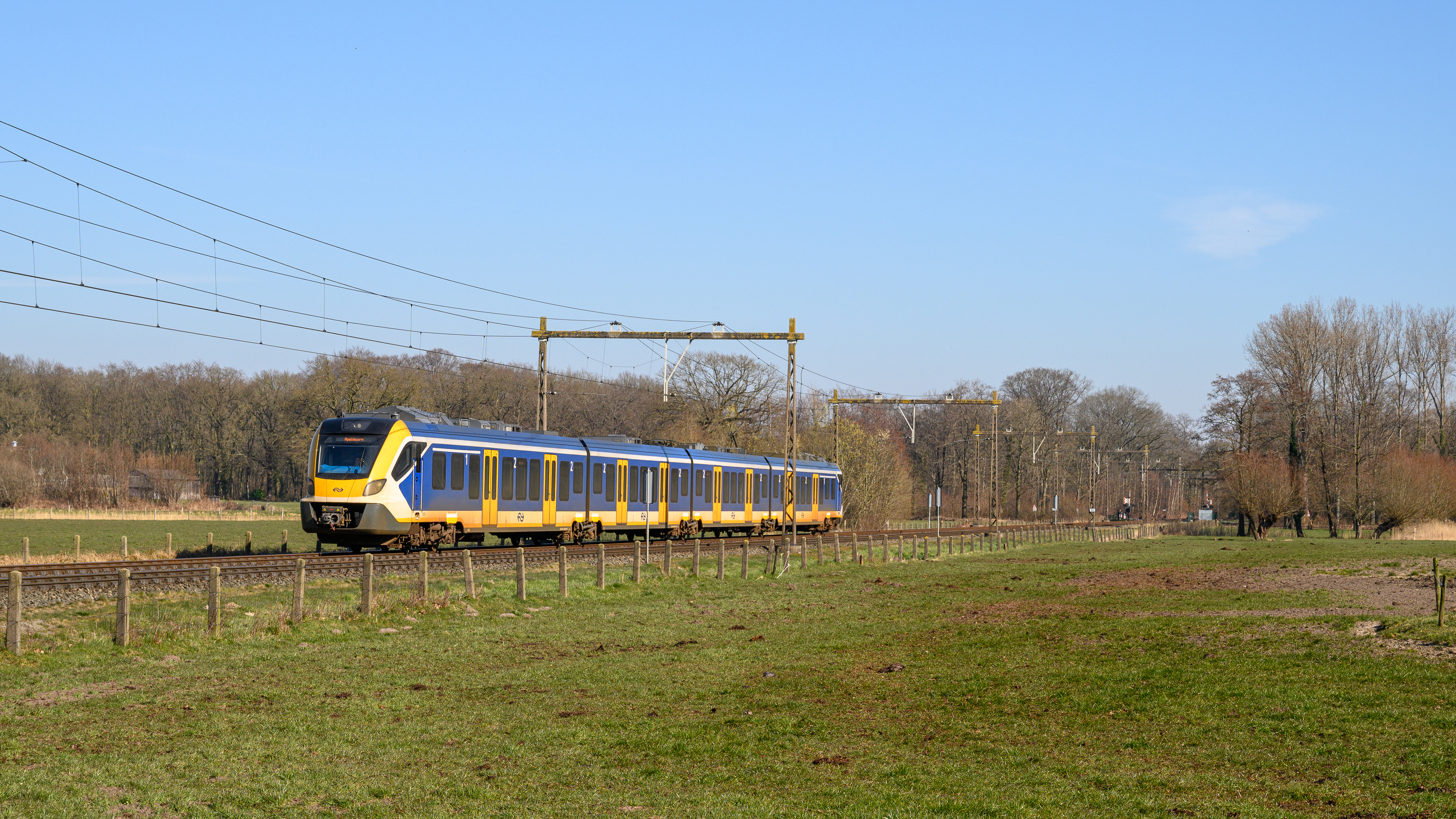
Zug mit gelber Front
Sitze der ersten Klasse
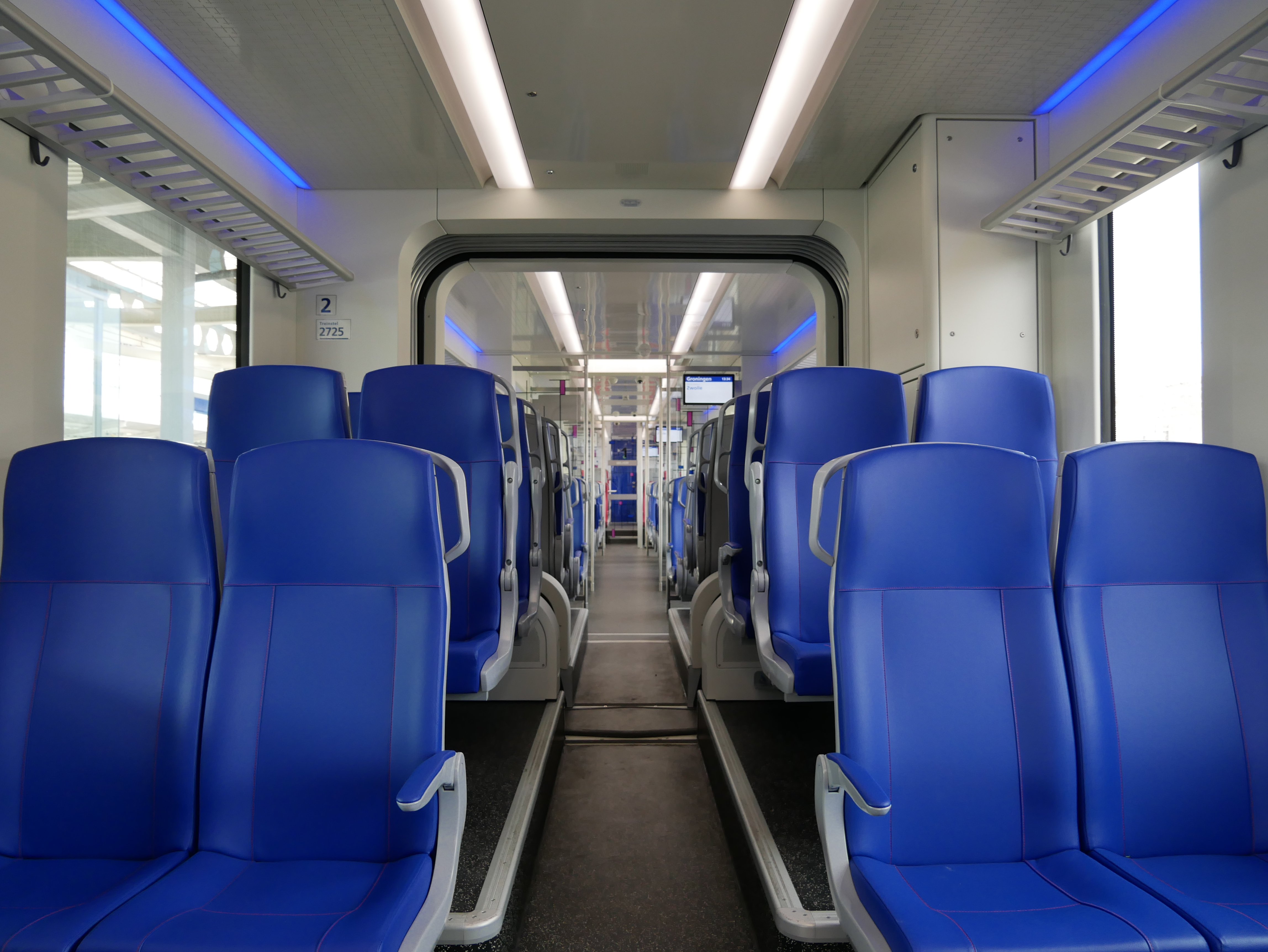
Sitze der zweiten Klasse
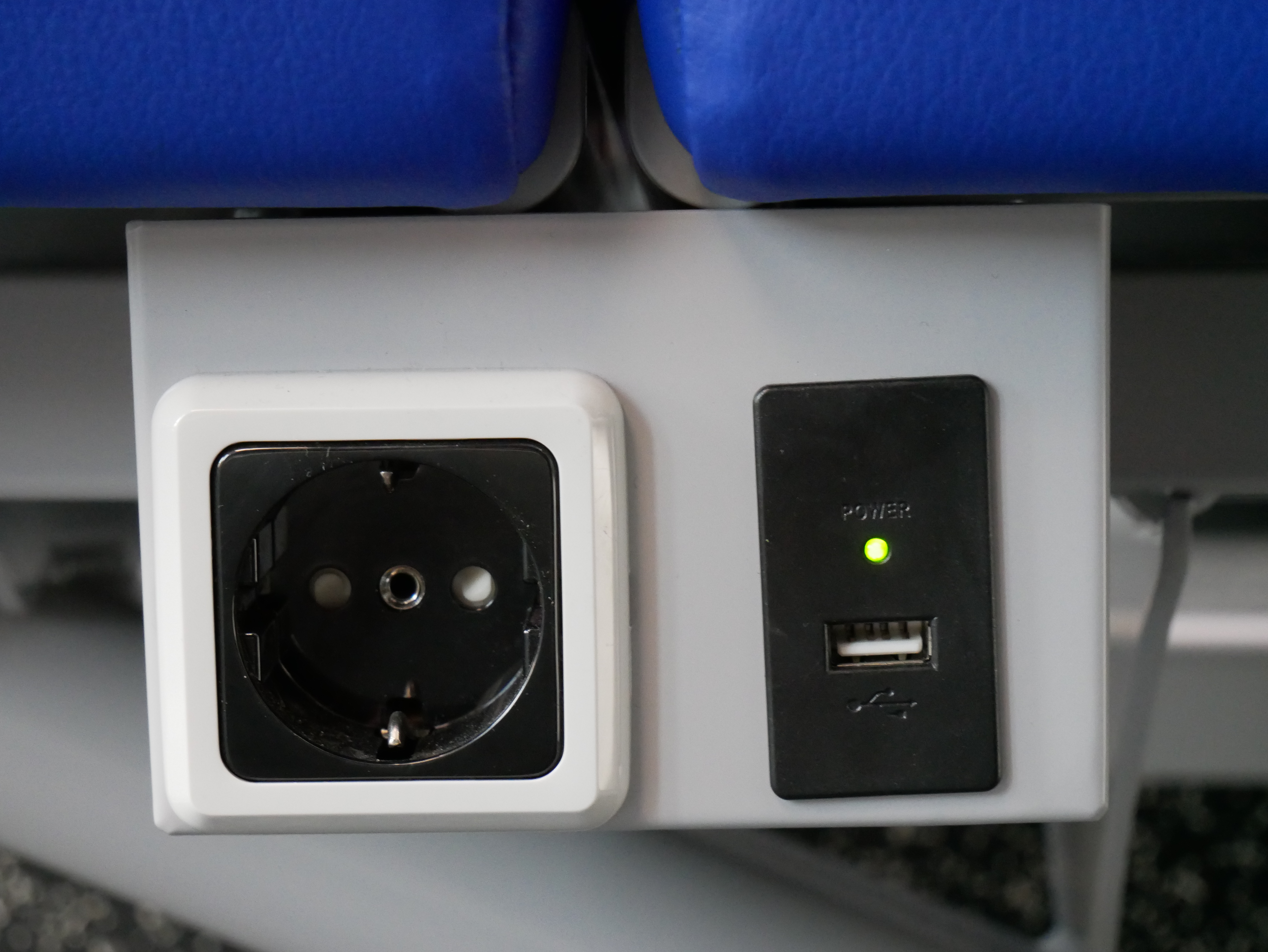
Steckdose und USB-Anschluss
Markierung zum Abstellen von Fahrrädern